# 高田凛
高田 凛（たかた りん、2005年2月15日 - ）は、日本のファッションモデル。愛知県出身。エイベックス・マネジメント所属。

## 略歴
エイベックスのダンススクール「エイベックス アーティストアカデミー」のレッスン生。2015年の夏に「キラチャレ2015」に応募。モデル部門で審査員特別賞を獲得する。
2015年12月22日、『第4回ニコ☆プチモデルオーディション』にてグランプリを受賞。2016年(平成28年)2月号より同誌専属モデルとしてデビューを果たした。
ニコ⭐︎プチでは、メゾピアノジュニアやALGYのイメージモデル就任、沖縄ロケ選抜、ピン表紙など中心メンバーの一人として活躍した。
2018年（平成30年）4月29日、東京・有明TFTホールにて開催された『プチ☆コレ8』をもって、鈴木伶奈・夏目璃乃・殿内虹風・安村真奈・平原かのん・前田優衣・町田恵里那・石田結耶と共に『ニコ☆プチ』専属モデルを卒業した。
2018年6月1日、安村真奈・町田恵里那と共に『nicola』（新潮社）7月号より同誌専属モデルとしてデビューを果たした。
2019年（令和元年）1月1日、バーチャルYoutuberとして「Takata Rin Channel」を開設。動画配信をスタートする。
2019年2月1日、『nicola』3月号にて初表紙を飾った（秋田汐梨、藤本リリーと共同）。
2019年3月1日、当面の間活動休止を発表。
2019年8月1日、『nicola』10月号にてモデルの活動を再開することを発表した。
2020年『nicola』2月号をもって同誌の専属モデルを卒業した。
（中学3年生での卒業。通常は高校2年の進級に伴い二コラモデル卒業となる。）
2021年4月2日、高田と同学年のモデルの卒業式が行われた際に、卒業するモデル達に手紙を送った事が『nicola』公式Instagramで紹介された。

## 人物
- 趣味は絵を描くこと[15]。
- 動物が好き。特に鳥が好きで、インコを2羽飼っている。
- 猫も好きで、猫カフェに行ったりしている[16]。
- 歌とダンスが得意[17]。
- 早口言葉も得意[18]で、得意な早口言葉は「鹿もカモシカも鹿の仲間　しかしアシカは鹿ではない　仕方がないが叱ってやった」
- HUNTER×HUNTERが好き[19]。
- 将来の夢は、歌で沢山の人を感動させられるようなアーティストになること[15]。

## 出演
TV
- キャッチ（2018年5月16日、中京テレビ）[20]

CM
- マクドナルド ハッピーセット「ファッションチェック」篇[21]
- マクドナルド ハッピーセット「ヘンシン試着室」篇[22]

MV
- HoneyWorks「小さなライオン」[23] - イラストで登場

## 書籍
雑誌
- ニコ☆プチ（2016年2月号 - 2018年6月号、新潮社）- 専属モデル
- nicola（2018年7月号 - 2020年2月号、新潮社）- 専属モデル